# Wapen van Kalmthout

Het wapen van Kalmthout

Het wapen van Kalmthout is het heraldisch wapen van de Antwerpse gemeente Kalmthout. Het wapen werd op 12 juli 1911 per Koninklijk Besluit aan de gemeente toegekend. Het wapen is sindsdien, ondanks een voorstel van de Vlaamse Heraldische Raad, in ongewijzigde vorm in gebruik gebleven.

## Blazoenering
De blazoenering van het wapen van Kalmthout luidt als volgt:
In rood een gouden bisschopsstaf, paalswijze geplaatst met van weerskanten eenen toren met drie verdiepingen, van hetzelfde metaal, de torens niet gekanteeld, geopend en verlicht, met bovenop de laatste verdieping een koepel, eveneens van goud.
Het wapen is geheel rood van kleur met daarop een gouden bisschopsstaf. De krul van de staf staat naar heraldisch rechts, voor de kijker links. Zowel links als rechts van de staf een toren van drie verdiepingen hoog. In plaats van kantelen staat op elke toren een koepel. De beide torens zijn ook geheel van goud.

## Geschiedenis
Het wapen is gebaseerd op een zegel uit 1402, dat verwijst naar de abdij van Tongerlo. Tussen 1299 en het einde van het ancien régime had de abdij de rechten in de gebieden die nu Kalmthout en Essen zijn. Onder het Franse bewind werden de gebieden zelfstandige gemeenten. Essen voert vanwege de verbinding met Tongerlo twee kromstaffen achter het wapenschild, terwijl er bij Kalmthout een als wapenstuk op is afgebeeld. De zegels die tussen de 15e en 18e eeuw gebruikt werden zijn onduidelijk. De kromstaf is op de zegels wel herkenbaar, maar de objecten aan weerszijden van de kromstaf niet. In 1906 identificeerde J. Vannérus ze als zijnde torens.
In 1911 gaf Kalmthout aan een wapen te willen gaan voeren. Bij de aanvraag van gaf de gemeente aan dat op het wapen twee torens van twee verdiepingen met daarboven een bol moesten staan. Het uiteindelijk toegekende wapen heeft echter torens met drie verdiepingen met een koepel. Alle openingen, ramen en deuren, zouden zwart van kleur moeten zijn. Waarom de extra verdiepingen en koepels zijn toegevoegd en waarop de kleuren zijn gebaseerd is niet bekend.
Het wapen staat ook in de middelste verticale baan van de gemeentelijke vlag. De kleuren van de vlag zijn, net als in het wapen, rood met geel.